# Roggel
Roggel (en limbourgeois Rogkel) est un village néerlandais situé dans la commune de Leudal, dans la province du Limbourg néerlandais. Le 1er janvier 2007, le village comptait 4 126 habitants.

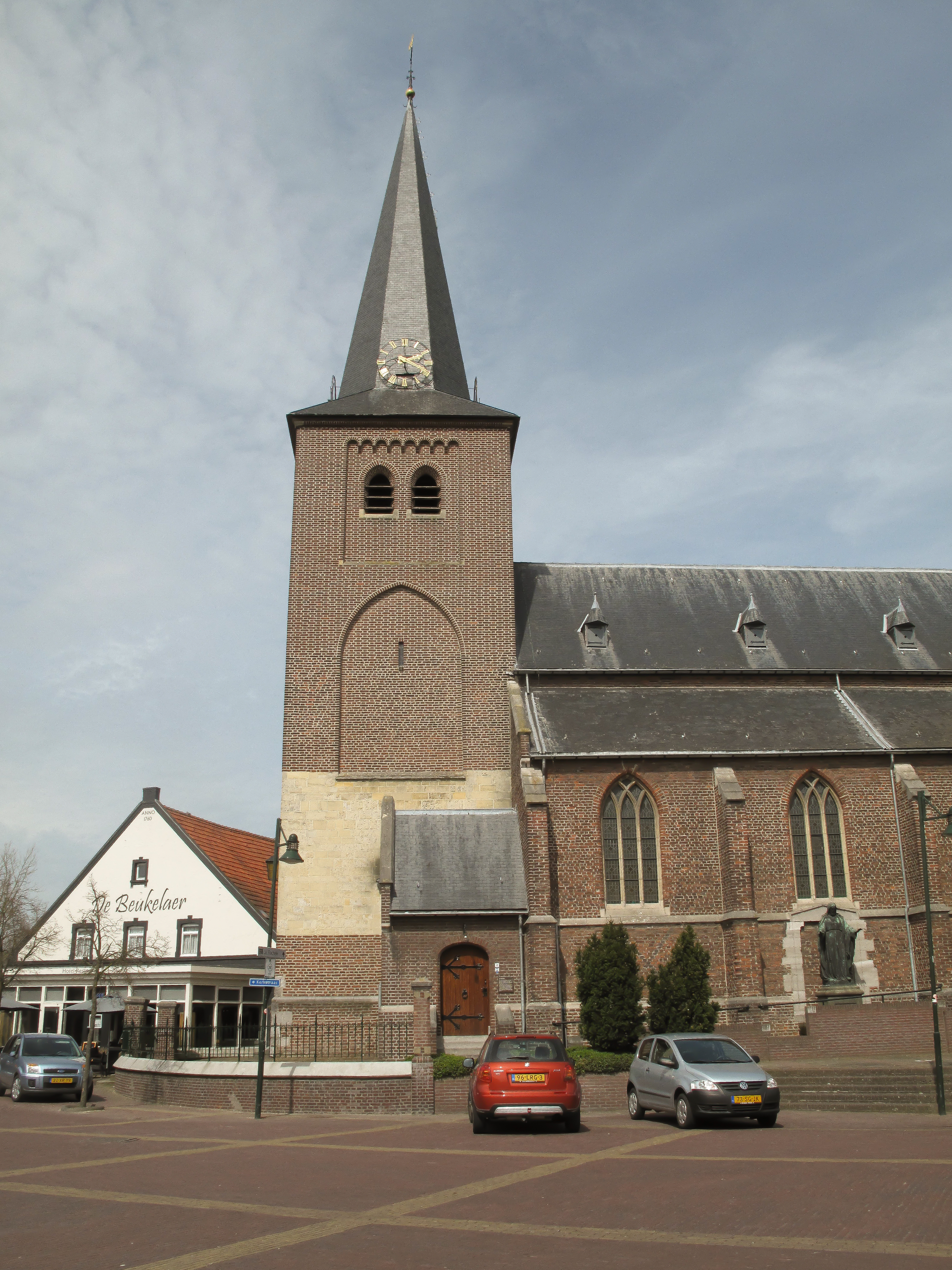
Église: de Sint Petruskerk

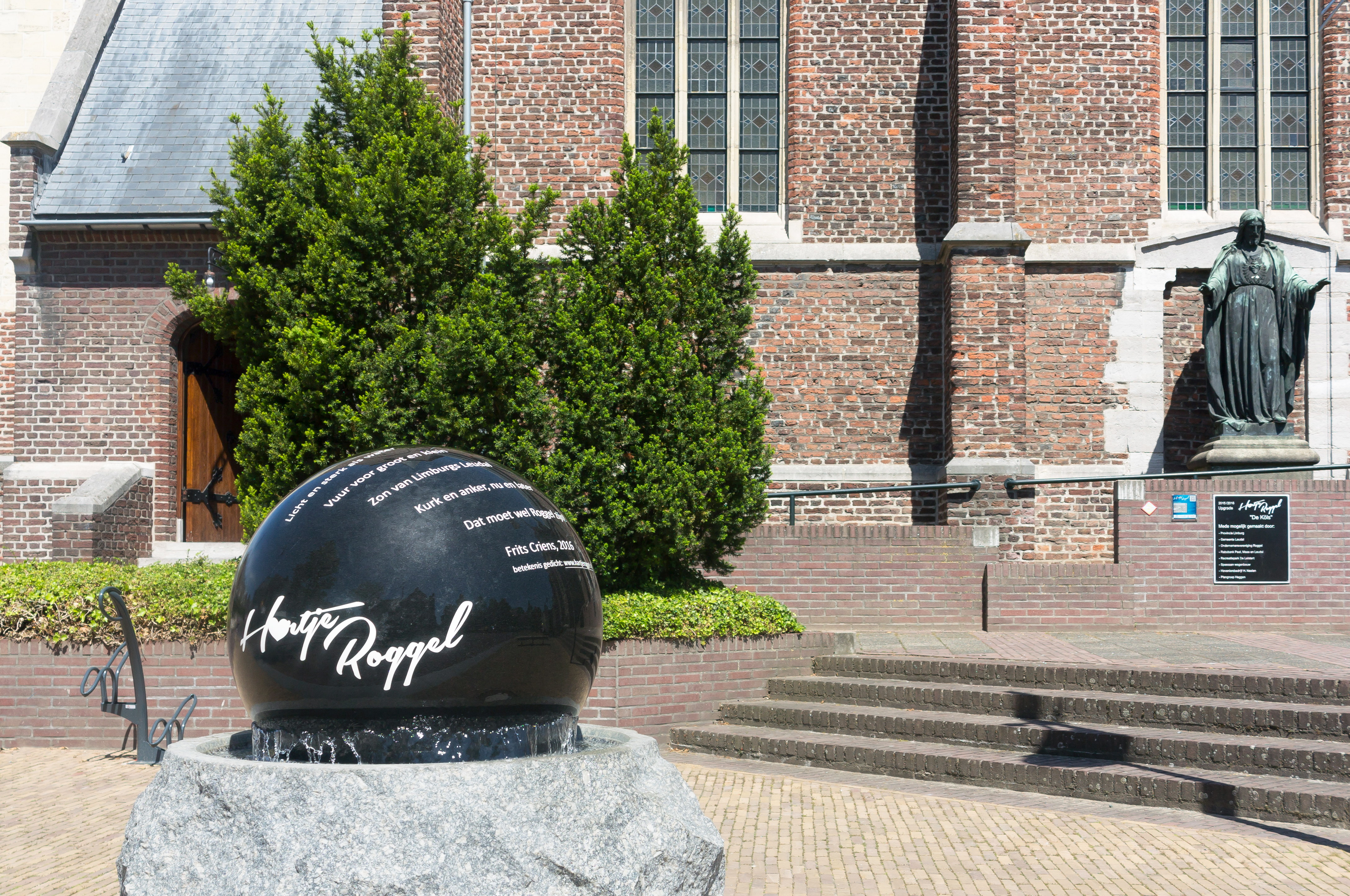
Sculpture: de Roggelse waterbol

## Histoire
En 1991, Roggel absorbe la commune de Neer. Le 1er janvier 1993, la nouvelle commune ainsi formée prend le nouveau nom de Roggel en Neer.